# Михайловская церковь (Весёлые Терны)
Михайловская церковь — бывшая церковь в селе Весёлые Терны (ныне в черте города Кривой Рог).

## История
Строительство начато в 1791 году местным помещиком, статским советником Михаилом Шляхитным по проекту архитектора Н. А. Львова. Закончено строительство в 1806 году ходатайством помещицы, вдовы Екатерины Радионовны Шляхтиной, в этом же году церковь освящена.
В 1875—1877 годах — священник-настоятель Афанасий Васютинский, второй — Афанасий Волошинов. С 1896 года первым священником был Антоний (Анатолий) Феофилович Крамаренко, вторым, с 1904 года, — Владимир Петрович Курилов.
В XIX веке относилась к 3-му благочинному округу Верхнеднепровского уезда Екатеринославской губернии.
На время архиерейской ревизии 1906 года приход состоял из 2455 мужчин и 2451 женщин.
В 1908 году протоиереем был Афанасий Васильевич Васютинский, в 1913 году священником был Серафим Григорьевич Кириллов.
В 1933 году переоборудована в клуб, в 1934 году — в зерновой склад. Летом 1936 года церковь разобрана на строительные материалы.
До 6 октября 1960 года продолжал действовать Архангело-Михайловский молитвенный дом.

## Характеристика
Располагалась в центре современного района Весёлые Терны по нынешней Сестрорецкой улице на естественном возвышении. Однокупольная кирпичная, в стиле русского классицизма. В архитектуре региона была уникальной по своему объёмно-пространственному решению.
Ротонда с прямоугольным притвором с запада и надстроенной над ней 2-ярусной колокольней со шпилем с крестом. Алтарный и центральный объёмы и притворы располагались по оси восток-запад. Фасады были украшены плоскими порталами с треугольными фронтонами, плоскими пилястрами, завершёнными широким антаблементом.
Церковной земли было 120 десятин, действовала церковно-приходская школа. Дома имели все члены причта, кроме штатного дьякона.